# 土牛膝
土牛膝（学名：Achyranthes aspera）为苋科牛膝属的植物。

## 形态
多年生草本；茎直立多分枝；土黄色圆柱形地下根；椭圆形或披针形叶对生；穗状花序，生在顶端或叶腋，开绿色小花；长圆形果实。

## 分布
分布于台湾岛、马来西亚、越南、印度、菲律宾以及中国大陆的福建、云南、广东、广西、贵州、湖南、四川、江西等地，生长于海拔800米至2,300米的地区，常生长在山坡疏林和村庄附近空旷地。

## 用途

### 药用
性微寒；味酸，微苦甜；中医上药用根和茎，有活血化瘀、利尿消肿之功用；孕妇忌用。

## 别名
倒钩草、倒梗草（广州）、倒扣草

## 变种
- 褐叶土牛膝（学名：Achyranthes aspera var. rubrofusca）为苋科牛膝属下的一个变种。见于台湾、广东、四川、云南。另见于印度、斯里兰卡。
- 银毛土牛膝（学名：Achyranthes aspera var. argentea）为苋科牛膝属下的一个变种。见于四川。另见于阿拉伯、印度、欧洲、非洲。
- 钝叶土牛膝（学名：Achyranthes aspera var. indica）为苋科牛膝属土牛膝的变种。分布于斯里兰卡、台湾岛、印度以及中国大陆的云南、四川、广东等地，多生在田埂、路边及河旁。